# La Chasse royale (film, 1990)
Pour les articles homonymes, voir La Chasse royale (homonymie).
Série
Le Tsarévitch Alexis
(1997) Pauvre, pauvre Pavel
(2003)
Pour plus de détails, voir Fiche technique et Distribution.
La Chasse royale (Царская охота, Tsarskaya okhota) est un film dramatique historique italo-tchécoslovaco-soviétique réalisé par Vitali Melnikov et sorti en 1990. C'est l'adaptation de la pièce de théâtre du même nom écrite par Leonid Zorine en 1974.

## Synopsis
En 1775, peu de temps après l'exécution de Pougatchev, le chef de la police secrète de l'Empire russe, Chechkovski, apporte à Catherine II une nouvelle inquiétante: une aventurière voyageant à travers l'Europe, s'appelant elle-même la princesse Tarakanova, confond les dirigeants, même les monarques, avec des histoires selon lesquelles elle est en fait la fille de l'impératrice Élisabeth et l'héritière légitime du trône de Russie. Catherine II, née princesse d'Anhalt-Zerbst, est en proie à l'anxiété: elle n'a pas de droits de sang sur le trône de Russie et n'y est montée qu'à la suite d'un coup d'État au palais, au cours duquel son mari Pierre III a d'abord été destitué du pouvoir et arrêté, puis tué.
Derrière les activités tumultueuses de l'aventurière Tarakanova, Catherine soupçonne les intrigues des mécontents de la partition de la Pologne, des cours européennes et des magnats polonais. On sait que la jeune fille qui se fait appeler « Élisabeth de toutes les Russies » s'est une fois adressée au comte Alexeï Orlov, frère cadet du favori de Catherine, le comte Grigori Orlov. L'impératrice fait venir le comte Alexeï Orlov et l'invite à neutraliser l'aventurière sans bruit, en utilisant ses talents d'homme à femmes. Le comte est d'accord, d'autant plus que son frère vient de démissionner après plus de quinze ans de liaison avec Catherine, et l'influence ébranlée de la famille Orlov doit être soutenue.
Vivant à Livourne, la prétendue princesse Tarakanova, est une femme belle et solitaire, accablée par la précarité de sa situation. Orlov, nouvellement arrivé à la tête de l'escadre russe sur les côtés italiennes, parvient à enflammer la passion de la jeune femme et fait semblant d'être tombé amoureux d'elle et de lui promettre le trône de Russie. L'on fait mine d'organiser un mariage sur le navire russe, mais l'officiant n'est qu'un marin déguisé. Après la cérémonie, les officiers mettent la princesse Tarakanova en garde à vue. La malheureuse ne pense pas à elle même mais s'inquiète du sort de son prétendu amoureux, le comte Orlov, croyant qu'il est également aux arrêts. La prisonnière est envoyée en Russie et enfermée à la forteresse Pierre-et-Paul où elle va passer les derniers mois de sa vie, sans révéler son véritable nom et sa provenance.
Orlov, qui a rempli jusqu'au bout son devoir de sujet loyal, reçoit sa récompense: une nuit avec l'impératrice. En conséquence, même l'ivrogne Koustov, qui est à son service, quitte le comte, et Alexeï Orlov, demeure seul et se rend compte que, dans la poursuite du pouvoir et de l'influence, il a perdu le véritable amour.

## Fiche technique
Sauf indication contraire, les informations mentionnées dans cette section peuvent être confirmées par la base de données cinématographiques IMDb,  présente dans la section « Liens externes ».
- Titre français : La Chasse royale ou La Chasse du Tsar[2]
- Titre original : Царская охота, Tsarskaya okhota
- Réalisateur : Vitali Melnikov
- Scénario : Leonid Zorine d'après sa pièce homonyme.
- Photographie : Iouri Veksler (ru)
- Musique : Edison Denisov
- Décors : Berta Manevitch
- Montage : Zinaïda Scheineman
- Société de production : Lenfilm, Golos, Soyouzkinoservice, Barrandov (Tchécoslovaquie), Exelsior-Film, Videa (Italie)
- Pays de production :  Union soviétique,  Tchécoslovaquie,  Italie
- Langue de tournage : russe
- Format : Couleurs - Son mono
- Durée : 134 minutes
- Genre : Drame historique
- Dates de sortie :
  - Union soviétique : décembre 1990
  - Australie : 28 novembre 1991

## Distribution
- Svetlana Krioutchkova : Catherine II
- Anna Samokhina : la princesse Tarakanova
- Nikolaï Eremenko : Alexeï Orlov
- Mikhaïl Kononov : Mikhaïl Koustov
- Oleg Tabakov : le prince Galitzine
- Alexandre Romantsov (ru) : Stepan Chechkovski (ru)
- Alexandre Goloborodko (ru) : Grigori Orlov
- Anatoli Chvederski (ru) : le comte Panine
- Svetlana Smirnova (ru) : la princesse Dachkov
- Alexandre Novikov (ru) : Beloglazov
- Baadour Tsouladze (ru) : Lombardi
- Boris Kliouïev : Samuel Karlovitch Greig
- Vladimir Eremine (ru) : José de Ribas
- Victor Pavlov : Ferapont